# Агия Ирини (окръг Кирения)
Агия Еирѝни (на гръцки: Άγια Ειρήνη; на турски: Akdeniz) е село в Кипър, окръг Кирения. Според статистическата служба на Северен Кипър през 2011 г. селото има 522 жители.
Де факто е под контрола на непризнатата Севернокипърска турска република.